# Вестзан
Вестзан (нід. Westzaan) — місто в провінції Північна Голландія, Нідерланди. Входить до складу муніципалітету Занстад. Вестзан лежить приблизно в 13 км на північний схід від Гарлема. Він розташований на захід від Зандам, Куг-ан-де-Зан і Зандійк, на південний захід від міста Вормер, на південний схід від Кроммені, і на південь і південний схід від Ассенделфт. Станом на 2021 рік населення міста складало 4 955 осіб.